# サッソ・ディ・セスト
サッソ・ディ・セスト(Sasso di Sesto)は、ドロミーティの標高2539 mの山である。イタリア共和国トレンティーノ＝アルト・アディジェ州ボルツァーノ自治県のトレ・チーメ自然公園(parco naturale Tre Cime)内にある。ドイツ語ではゼクステンシュタイン(Sextenstein)と呼ばれる。イタリア語、ドイツ語共に6番目の岩という意味である。

## 地理

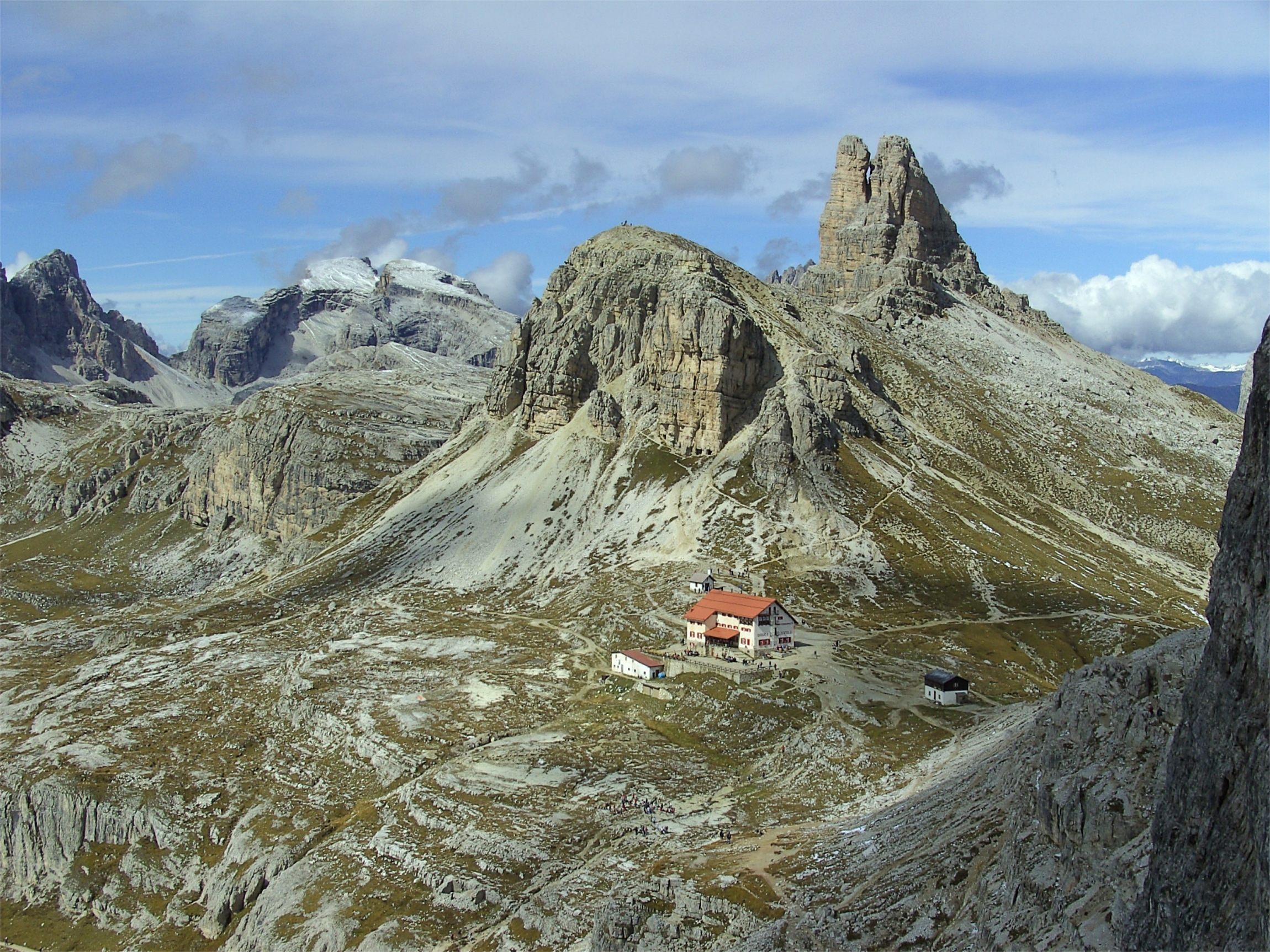
サッソ・ディ・セストとトッレ・ディ・トブリン

山の南側は急峻な崖である。約400m北には標高2617mのトッレ・ディ・トブリン(Torre di Toblin)、南東の麓にはロカテッリ小屋(イタリア語: Rifugio Antonio Locatelli、ドイツ語: Dreizinnenhütte)がある。
サッソ・ディ・セストは、コルティーナ・ダンペッツォ(Cortina d'Ampezzo)の約17km北東、西に向かって流れるリエンツァ川(Rienza)の水源を三方から囲む稜線の北側に位置する。リエンツァの谷は南北約2km幅、谷の南にトレ・チーメ・ディ・ラヴァレード(Tre Cime di Lavaredo, 2999 m)、東にモンテ・パテルノ(Monte Paterno, 2744 m)がある。

## 歴史
第一次大戦中、イタリア王国とオーストリア＝ハンガリー帝国の戦場となった。山腹や周辺に戦争中にイタリア軍が掘った坑道が残る。オーストリア軍はトッレ・ディ・トブリン頂上に迫撃砲を配備していた。
この場所での最初の衝突は1915年8月である。オーストリア軍は南から侵攻するイタリア軍をサッソ・ディ・セストで食い止めた。同年10月30日午前1時、山の南側で戦闘が始まった。イタリア軍の砲撃により午後1時、オーストリア軍は後退。翌11月1日、オーストリア軍は山頂を取り戻したが再び押し返された。この後の天候悪化により、これがこの山をめぐる1915年最後の戦闘になった。
1917年3月、オーストリア軍は積雪にトンネルを掘り始めた。4月11日、サッソ・ディ・セストのイタリア軍を夜襲、冷兵器や手榴弾による戦闘となった。1時間半後の深夜、数で優勢なオーストリア軍は山頂を占領。しかし、夜明けにイタリア軍は機関銃を使って反撃、山頂を取り戻した。激しい戦いはオーストリア軍が撤退した午後1時まで続いた。この戦闘には、女性であることを隠してオーストリア軍に従軍したヴィクトリア・サヴス(Viktoria Savs)が参加している。